# Јасмина Аврамовић
Јасмина Ранковић Аврамовић (Ваљево, 28. октобар 1960) српска је филмска, телевизијска, позоришна и гласовна глумица.

## Биографија
Јасмина Аврамовић је рођена 28. октобра 1960. године у Ваљеву. Године 1979. је завршила Ваљевску гимназију, а глуму је дипломирала 1985. године на Факултету драмских уметности у Београду, у класи професора Арсе Јовановића. За време студија била је стипендиста, а након дипломирања и стални члан Југословенског драмског позоришта. Такође се бави синхронизацијом цртаних и играних филмова и серија на српски језик. Удата је за Зорана Аврамовића са којим има сина Андрију.

## Филмографија
| Год.       | Назив                                  | Улога               |
| ---------- | -------------------------------------- | ------------------- |
| 1980-е     |                                        |                     |
| 1984.      | Кревет                                 |                     |
| 1984.      | Формула 1                              |                     |
| 1985.      | Погрешно                               |                     |
| 1985.      | Ерићијада                              | Зорица              |
| 1985.      | Хумористички клуб                      |                     |
| 1986.      | Путујуће позориште Шопаловић           | Софија              |
| 1986.      | Дај ми крила један круг                | Фани                |
| 1986.      | Сиви дом                               | Гуга                |
| 1988.      | Нека чудна земља                       | Црнокоса            |
| 1989.      | Масмедиологија на Балкану              | Клара               |
| 1990-е     |                                        |                     |
| 1990.      | Балканска перестројка                  | Клара               |
| 1991.      | Холивуд или пропаст                    |                     |
| 1993.      | Електра                                | Електра             |
| 1993.      | Византијско плаво                      |                     |
| 1993.      | Жеља звана трамвај                     | врачара             |
| 1994.      | Вечита славина                         | Смиљка              |
| 1994.      | Полицајац са Петловог брда (ТВ серија) | Ивона               |
| 1995.      | Симпатија и антипатија                 | госпођа             |
| 1995.      | Отворена врата                         | Још једна муштерија |
| 1997.      | Расте трава                            | Вера Јанковић       |
| 1998.      | Досије 128                             | Другарица Марија    |
| 2000-е     |                                        |                     |
| 2000.      | Проналазачи                            | Ранка               |
| 2001.      | Нормални људи                          |                     |
| 2001.      | Посета младе даме                      | Мајка               |
| 2002.      | Смешне и друге приче                   | Фросина             |
| 2004.      | Смешне и друге приче                   |                     |
| 2005.      | Идеалне везе                           | Анђелија Попивода   |
| 2008-2009. | Рањени орао (ТВ серија)                | Ружа Алексић        |
| 2009.      | Неки чудни људи                        | Милка Анастасијевић |
| 2009.      | Рањени орао                            | Ружа Алексић        |
| 2010-е     |                                        |                     |
| 2009-2010. | Грех њене мајке (ТВ серија)            | госпођа Божић       |
| 2010.      | Шишање                                 | професорка          |
| 2011.      | Непобедиво срце (ТВ серија)            | Владина мајка       |
| 2011.      | Марија                                 |                     |
| 2012.      | Наредник (кратки)                      |                     |
| 2013.      | На путу за Монтевидео                  | гатара              |
| 2018.      | Јутро ће променити све                 | Зорка               |
| 2020-е     |                                        |                     |
| 2020.      | Игра судбине                           | Ленка Берберовић    |
| 2020.      | Мочвара (ТВ серија)                    | Љиљана Станимировић |
| 2021.      | Тајне винове лозе                      | јавни тужилац       |
| 2021.      | Време зла                              | Цана                |
| 2022.      | Нећеш бити сама                        |                     |
| 2022.      | Клан (ТВ серија)                       | Гојкова кева        |
| 2022.      | Радио Милева                           | Милијана Павловић   |
| 2023.      | Као шећер на рану                      |                     |
| 2023.      | Деца зла                               | старица             |

## Улоге у позоришту
- Југословенско драмско позориште: „Краљ Бетајнове” (Лужарица), „Тако је (ако вам се тако чини)” (Госпођа Амалија), „Госпођица” (Мајка), „Није смрт бицикло (да ти га украду)” (Госпођа), „У мочвари” (Госпођа Килбрајд), „Барбело, о псима и деци” (Мила), „Брод за лутке” (Вештица), „Скакавци” (Жана), „Ред вожње Андреаса Сама” (Марија Сам и Госпођа Риго), „Псећи валцер” (Срећна жена), „Вишњик” (Варја), „Полонеза Огињског” (Тања), „Нижински” (Ромула), „Мајн кампф” (Госпођа Смрт), „Плава птица” (Мачка), „Богојављанска ноћ” (Виола), „Бела кафа” (Црква Ружица), „У потрази за Марселом Прустом” (Хелена), „Маркиза де Сад” (Грофица де Сен Фон), „Бура” (Аријел), „Буђење пролећа” (Смрт), „Сеобе” (Јока), „Пер Гинт” (Анитра), „Путујуће позориште Шопаловић” (Софија), „Треће пролеће Свете Петронијевића” (Гордана), „Зли дуси” (Марија Шатова);
- Звездара театар: „Дом Бергманових” (Лаура Бергман Лебовиц)
- СКЦ: „Вежбе у Гете институту”
- УДУС: „Митологике”
- Шабачко позориште: „Бела кафа” (Црква Ружица)
- Дом културе Ваљево: „Лирски родослов”, „Електра” (Електра), „Магбет” (Леди Магбет)
- Барски љетопис: „Догађаји у магарчевој сенци”
- Београдско драмско позориште: „Винсент” (Урсула Лојер)
- БЕЛЕФ: „Антоније и Клеопатра” (Клеопатра)
- Народно позориште у Нишу: „Пас, жена, мушкарац” (Жена)
- Црногорско народно позориште: „Нора” (Нора)
- Битеф театар: „Далеко”
- Атеље 212: „Ејмин поглед” (Есми Ален), „Моја ти” (Загорка)
- Установа културе „Вук Караџић”: „Трамвај звани самоћа”.

## Улоге у синхронизацијама
| Година     | Наслов                   | Улога       |
| ---------- | ------------------------ | ----------- |
| 2014.      | Господин Пибоди и Шерман |             |
| 2017-2018. | Ригл акедеми             | Пепељуга    |
| 2018.      | Биро магичних ствари     | Дорис       |
| 2018.      | Инстант мама             | Меги Тарнер |
| 2018.      | Си дед ран               | Меги        |
| 2018.      | Спајдермен: Нови свет    | Стрина Меј  |
| 2020.      | Напред                   | Мантикора   |

## Награде
Добитница је више годишњих награда Југословенског драмског позоришта, такође и годишњих награда Секретаријата за културу Београда. Проглашена је за Ваљевску личност 1998. године и такође је добитник награде Миливоје Живановић.